# Forças Armadas da Síria
As Forças Armadas Sírias são o principal corpo de combate e defesa da Síria. No governo da família Assad, consistia em um exército (componente terrestre), uma marinha de guerra, uma força aérea, unidades de defesa antiaérea e várias unidades paramilitares.
De acordo com as Nações Unidas, durante a guerra civil síria, entre a oposição e o governo Assad (sob a liderança do presidente Bashar al-Assad), as forças armadas sírias cometeram vários crimes contra a humanidade incluindo assassinatos, torturas e estupros. Várias unidades do Exército desertaram o governo central durante a revolta e formaram o chamado Exército Livre Sírio. Entre 2012 e 2016, o exército sírio recebeu vasto apoio da Rússia e do Irã para enfrentar a oposição síria. Contudo, a partir de 2020, com seus aliados focando em outras questões internacionais, o apoio militar e financeiro estrangeiro ao regime Assad começou a minguar. Em 2024, as forças armadas sírias estavam desmoralizadas, mal equipadas e pouco preparadas. O exército havia dispensado várias unidades, para poupar dinheiro.
As Forças Armadas Árabes Sírias entraram em colapso ao final de 2024 após uma série de ofensivas da oposição síria que resultou na queda do regime de Bashar al-Assad. Líderes da facção que, de facto, assumiram o controle do governo da Síria apos a fuga de Assad, o Hay'at Tahrir al-Sham, afirmavam que estavam se preparando para reorganizar drasticamente as forças militares e ambições da Síria.
Em 21 de dezembro de 2024, foi reportado que Murhaf Abu Qasra havia sido apontado como novo ministro da defesa da Síria.